# Mataharis
Mataharis és una pel·lícula espanyola dirigida per Icíar Bollaín. Rodada entre Guadalajara, Madrid i Peníscola (Castelló).

## Argument
Inés, Eva i Carmen treballen com a detectius privats en una agència de Madrid. Inés (María Vázquez), infiltrada entre els empleats d'una companyia multinacional, ha arribat al moll d'una intriga laboral gràcies a la col·laboració de Manuel. Investiga a Manuel (Diego Martín), un directiu de l'empresa. La recerca la col·loca davant un complicat dilema sentimental i ètic.
Eva (Najwa Nimri), que acaba de reincorporar-se a l'agència després d'una baixa maternal, compagina com pot el treball amb la vida familiar quan descobreix que la seva parella Iñaki li ha ocultat alguna cosa fonamental per al futur de la seva relació. Carmen (Nuria González), la més experimentada de les tres i amb un gris matrimoni, observa i grava el naufragi conjugal de Sergio (Antonio de la Torre). Des de l'agència de Valbuena, per qui treballen, aquestes tres professionals de la vigilància traspassen sovint les fronteres de la intimitat aliena, però ningú els ha preparat per enfrontar-se als seus propis secrets.